# Jonas Čekuolis
Jonas Čekuolis (*  25. September 1970 in Vilnius) ist ein litauischer Journalist und Politiker.

## Leben
Nach dem Abitur 1988 an der Salomėja-Nėris-Mittelschule absolvierte er 1992 ein Studium der Geschichte an der Vilniaus universitetas und studierte danach Politik an der Universität Aarhus in Dänemark. Von 1993 bis 1999 war er Journalist bei der Radiostation Radiocentras, Sportkommentator bei Lietuvos televizija,
Moderator bei Baltijos televizija,  1999 Pressevertreter von Ministerpräsident Rolandas Paksas, von 1999 bis 2000 Direktor von „Baltijos viešųjų ryšių grupė“.
Von 2000 bis 2008 war er Mitglied im Seimas, von 2000 bis 2001 im Stadtrat Vilnius.
Ab 1990 war er Mitglied von Lietuvos liberalų sąjunga, ab 2003 von Liberalų ir centro sąjunga.

## Quelle
- http://www.vrk.lt/rinkimai/400_lt/Kandidatai/Kandidatas21582/Kandidato21582Anketa.html

| Personendaten    | Personendaten                        |
| ---------------- | ------------------------------------ |
| NAME             | Čekuolis, Jonas                      |
| KURZBESCHREIBUNG | litauischer Journalist und Politiker |
| GEBURTSDATUM     | 25. September 1970                   |
| GEBURTSORT       | Vilnius                              |